# Trolejbusy w Seattle

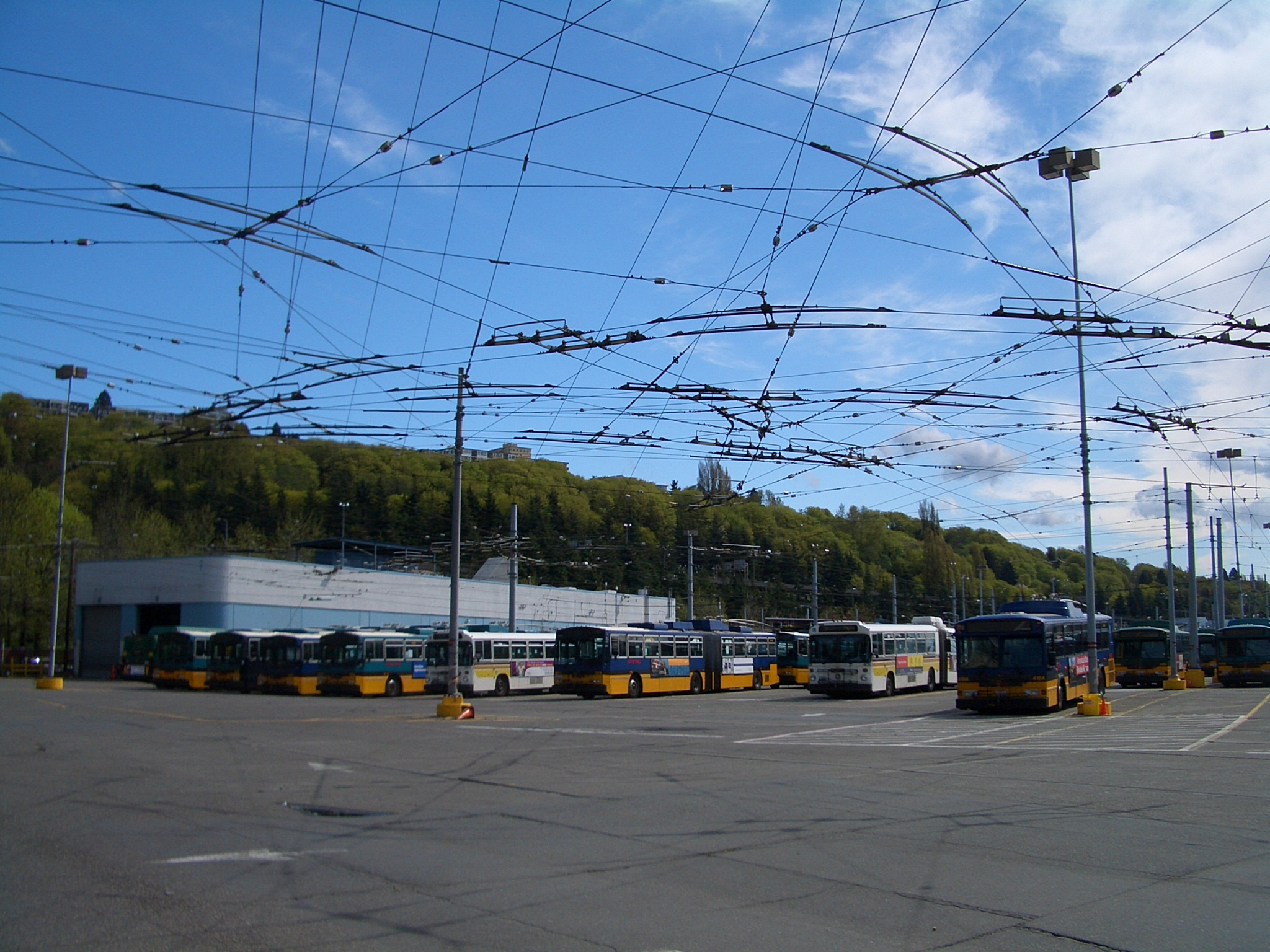
Zajezdnia trolejbusowa

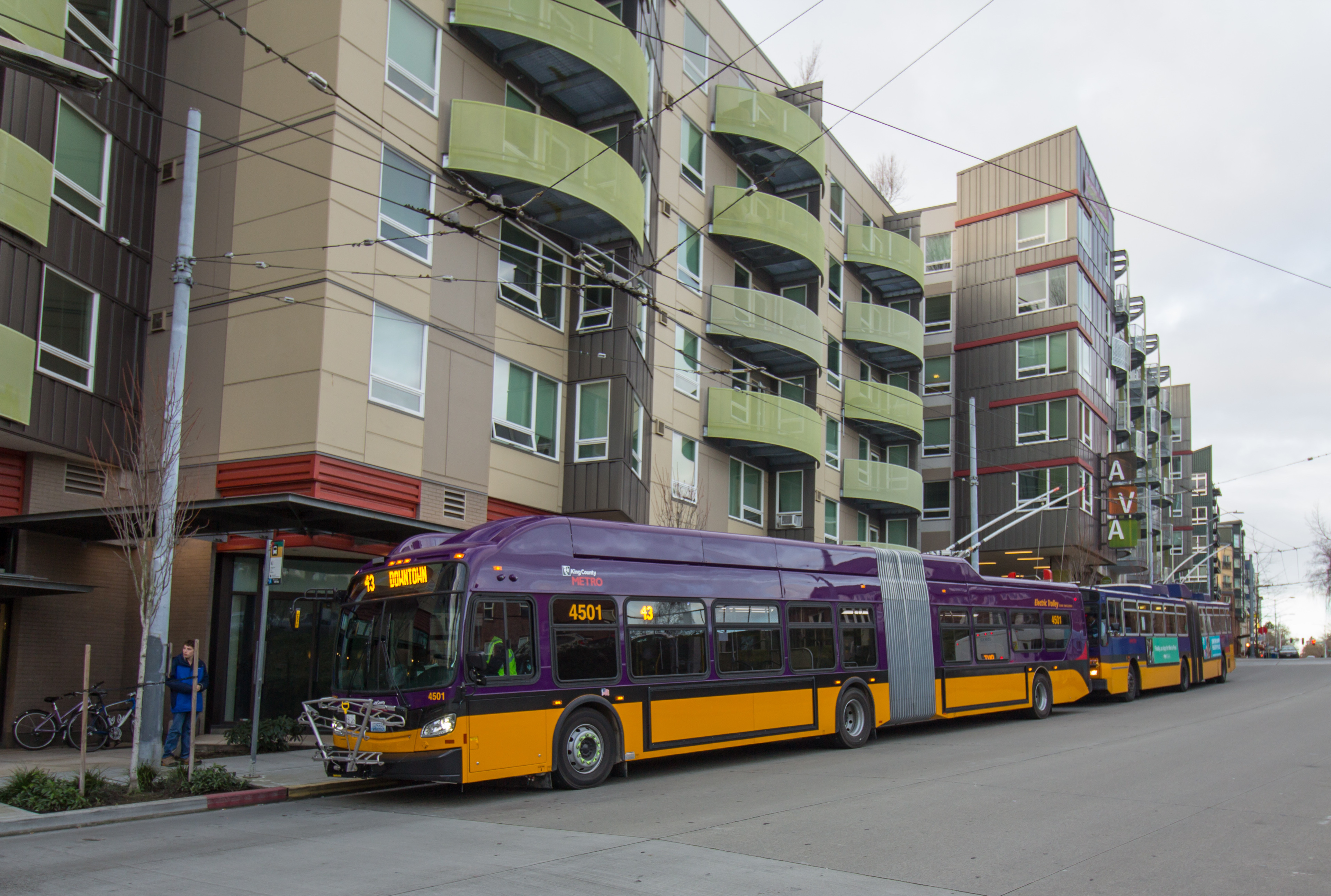
Trolejbus New Flyer XT60 o nr #4501

Trolejbusy w Seattle − system komunikacji trolejbusowej w Seattle w Stanach Zjednoczonych
Trolejbusy w Seattle uruchomiono 28 kwietnia 1940. 

## Linie
Obecnie w Seattle istnieje 15 linii trolejbusowych:
| Numer linii | Trasa                                                                                             |
| ----------- | ------------------------------------------------------------------------------------------------- |
| 1           | DOWNTOWN, 3rd. Ave. − KINNEAR, W. Fulton St.                                                      |
| 2           | MADRONA PARK − DOWNTOWN, 3rd. Ave. − West Queen Anne, W. Raye St.                                 |
| 3           | MADRONA, E. Union St. − Jefferson St. − DOWNTOWN, 3rd Av − North Queen Anne, 1st Ave.W/W.Raye St. |
| 4           | JUDKINS PARK, S. Walker St. − Jefferson St. − DOWNTOWN, 3rd Av − East Queen Anne, Nob Hill Av.    |
| 7           | DOWNTOWN, Pine St. − RAINIER BEACH, S Prentice St.                                                |
| 10          | DOWNTOWN, Marion St./2nd. Ave. − CAPITOL HILL, E. Galer St.                                       |
| 12          | DOWNTOWN, Pine Ave./Terry Ave. − FIRST HILL, INTERLAKEN PARK                                      |
| 13          | DOWNTOWN, Spring Ave./6th. Ave. − SEATTLE PACIFIC UNIVERSITY                                      |
| 14          | MOUNT BAKER, S Hanford St. − DOWNTOWN, 3rd. Ave. − SUMMIT, Bellevue Pl.                           |
| 36          | DOWNTOWN, Pine St. − BEACON HILL − OTHELLO STATION                                                |
| 43          | DOWNTOWN, 2nd Ave./Pike St. − UNIVERSITY DISTRICT, NE 45th. St.                                   |
| 44          | MONTLAKE NE Pacific Pl. − BALLARD, 32nd Av NW                                                     |
| 47          | DOWNTOWN - SUMMIT, Capitol Hill                                                                   |
| 49          | DOWNTOWN, 3rd. Ave/Pike St. − BROADWAY − UNIVERSITY DISTRICT, 12th Av NE                          |
| 70          | DOWNTOWN, 3rd Av/S. Main St. − UNIVERSITY DISTRICT, Brooklyn Av. NE                               |

## Tabor
W eksploatacji znajduje się obecnie 174 trolejbusów:
| Numery taborowe | Ilość sztuk | Producent | Napęd                                                          | Model | Długość | Lata produkcji | Zdjęcie |
| --------------- | ----------- | --------- | -------------------------------------------------------------- | ----- | ------- | -------------- | ------- |
| 4300-4409       | 110         | New Flyer | - Vossloh Kiepe (elektryczny układ napędowy) - Škoda (silniki) | XT40  | 40'     | 2014-2016      |         |
| 4500-4563       | 64          | New Flyer | - Vossloh Kiepe (elektryczny układ napędowy) - Škoda (silniki) | XT60  | 60'     | 2015-2016      |         |